# خلاص (تمر)

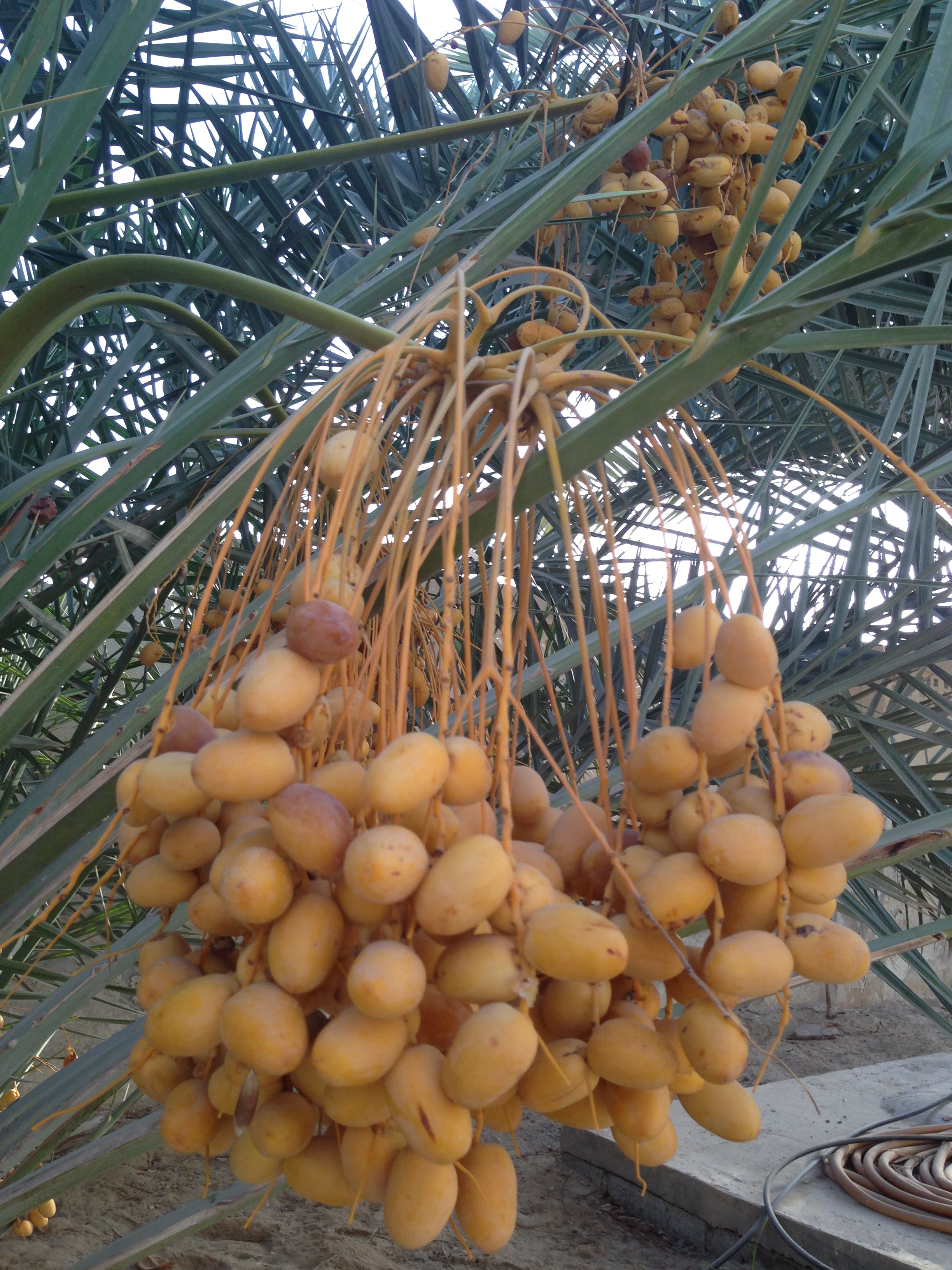
عذق خلاص

الخلاص هو نوع من أنواع التمور، تشتهر به مناطق [القصيم، الخرج والأحساء ] في السعودية. ويتميز بالحفاظ على نكهته الطيبة بعد فترة طويلة من تخزينه، وله لون أصفر مشمشي، حلو المذاق، ويقدم عادة مع القهوة العربية في المناسبات.

## نبذة
يعتبر من أحسن أصناف التمور، ويمثل ما بين 15 إلى 20 % من نخيل الإحساء بالسعودية، ويعتبر من الأصناف التجارية الممتازة المرغوبة في الأسواق إذ يحتفظ بنكهته الطيبة عند خزنه لفترة طويلة. لون الخلال (البسر) أصفر مشمشي عفصي المذاق بحلاوة والرطب كهرماني فاتح شمعي شفاف غير لاذع الحلاوة وممتاز الطعم والتمر كهرماني محمر بغبرة شمعية خفيفة شكل الثمرة بيضي القاعدة مبتورة ومائلة، القمع كبير بارز القمة والحافة غائرة ووضعة مائل والثمرة متوسطة الحجم ( 30-40 مم x 19-23 مم ) واللحم لين شفاف عسلي اللون قليل أو عديم الألياف لذيذ الطعم غير حاد الحلاوة، ينضج وسط الموسم.
مواصفات أخرى: يعتبر من الأصناف الممتازة ويسوق رطبا أو تمرا بأسعار عالية مقارنة بالأصناف الأخرى يصلح رطبه للخزن المبرد وأخذت زراعته تتوسع بشكل كبير في الفترة الأخيرة بأغلب دول الخليج خصوصا بالمنطقة الشرقية بالمملكة العربية السعودية والإمارات العربية المتحدة وعمان وباقي دول الخليج، ويتميز الصنف بمقاومته للجفاف، إنتاجية النخلة متوسطة 40-60 كجم

## مميزات
يتميز تمر الخلاص بعدة فوائد يتشارك فيها مع باقي أصناف التمور:
1. غني بالألياف والمعادن التي تقاوم الأمراض.
2. يعمل على تقوية مناعة الجسم.
3. يمدّ الجسم بالطاقة طوال اليوم لاحتوائه على السكريات النافعة.

## نسبة السكريات[1]
| المرحلة               | خلال (بسر) |
| النوع                 | النسبة     |
| --------------------- | ---------- |
| فركتوز                | %5.02      |
| جلوكوز                | %6.04      |
| سكروز                 | %3.48      |
| مجموع السكريات 14.54% |            |

| المرحلة               | رطب    |
| النوع                 | النسبة |
| --------------------- | ------ |
| فركتوز                | %22.95 |
| جلوكوز                | %27.26 |
| سكروز                 | -      |
| مجموع السكريات 50.21% |        |

| المرحلة                | تمر    |
| النوع                  | النسبة |
| ---------------------- | ------ |
| فركتوز                 | %29.39 |
| جلوكوز                 | %35.17 |
| سكروز                  | -      |
| مجموع السكريات 64.555% |        |